# Mark Harris (cầu thủ bóng đá Anh)
Mark Andrew Harris (sinh ngày 15 tháng 7 năm 1963 ở Reading) là một cựu cầu thủ bóng đá người Anh. Ông bắt đầu sự nghiệp cùng với Wokingham Town trước khi ký hợp đồng với Crystal Palace vào tháng 6 năm 1988. Ông có khoảng thời gian thi đấu cho mượn tại Burnley và chỉ có 2 lần ra sân cho Palace đều ở vị trí dự bị trong mùa giải 1988–89. Năm 1989, ông chuyển đến Swansea City, nơi ông có 228 lần ra sân, ghi 14 bàn từ sau đó đến năm 1995. Sau đó ông thi đấu cho Gillingham và Cardiff City và có hơn 300 lần ra sân ở English Football League. Ông kết thúc sự nghiệp tại Kingstonian, nơi ông giành FA Trophy năm 1999 và 2000.